# Dietrich Sahrhage
Dietrich Sahrhage (* 21. Oktober 1926 in Hamburg; † 14. Dezember 2009 in Spanien) war ein deutscher Fischereiwissenschaftler.
Dietrich Sahrhage studierte bis 1953 verschiedene Naturwissenschaften an der Universität Hamburg und schloss sein Studium mit der Promotion zum Dr. rer. nat. ab. Thema seiner Dissertation war Ökologische Untersuchungen an Thermobia domestica und Lepisma saccharina L. Daran schloss sich bis 1965 eine Tätigkeit als Fischereibiologe an der Bundesforschungsanstalt für Fischerei in Hamburg an, deren Leitender Direktor er auch wurde. Hier forschte er im Nordatlantik und leistete Entwicklungshilfe in afrikanischen Ländern. Es folgte bis 1974 eine Tätigkeit bei der Ernährungs- und Landwirtschaftsorganisation der Vereinten Nationen. Für die in Rom ansässige Organisation arbeitete er an zahlreichen Fischereiprojekten in vielen Ländern der Dritten Welt mit. 1974 wurde er Direktor des Instituts für Seefischerei in Hamburg. Sahrhage war Lehrbeauftragter an der Universität Hamburg und dort seit 1985 auch Professor für Fischwirtschaft. Er wirkte zudem als Vorsitzender der Deutschen Wissenschaftlichen Kommission für Meeresforschung. Nach seiner Pensionierung studierte er mehrere Semester Archäologie, um seiner Leidenschaft, der Forschung zur frühen Geschichte der Fischerei, adäquat nachkommen zu können.
Sahrhage beschäftigte sich mit vielen Themen des Fischereiwesens, vor allem jedoch mit der Geschichte der Fischerei und der Antarktisforschung. Zudem war er Mitherausgeber wissenschaftlicher Zeitschriften.

## Schriften
- A history of fishing (mit Johannes Lundbeck), Springer, Berlin und andere 1992, ISBN 3-540-55332-0.
- Fischfang und Fischkult im alten Ägypten (Kulturgeschichte der Antiken Welt Band 70), von Zabern, Mainz 1998, ISBN 3-8053-1757-3.
- Fischfang und Fischkult im alten Mesopotamien, Lang, Frankfurt am Main und andere 1999, ISBN 3-631-34815-0.